# Bajauana grandis
Bajauana grandis är en insektsart som först beskrevs av Frederick Arthur Godfrey Muir 1913.  Bajauana grandis ingår i släktet Bajauana och familjen kilstritar. Inga underarter finns listade i Catalogue of Life.